# Viacheslav Kulebiakin
Viacheslav Kulebiakin (Unión Soviética, 30 de noviembre de 1950) es un atleta soviético retirado especializado en la prueba de 60 m vallas, en la que consiguió ser subcampeón europeo en pista cubierta en 1978.

## Carrera deportiva
En el Campeonato Europeo de Atletismo en Pista Cubierta de 1978 ganó la medalla de plata en los 60 m vallas, con un tiempo de 7.72 segundos, tras el alemán Thomas Munkelt (oro con 7.62 segundos que igualaba el récord de los campeonatos) y por delante del italiano Giuseppe Buttari.